# Vieille synagogue de Przemyśl (1594-1939)
La Vieille synagogue de Przemysl (en polonais: Stara Synagoga w Przemyślu) en Pologne est fondée en 1594. Elle est vandalisée en 1746 par de jeunes jésuites, incendiée en 1939 quand les Allemands se retirent de la rive est de la rivière San, puis, ses ruines sont détruites par les nazis en 1941. Les autorités municipales de Przemysl la démolissent en 1956.
Le bâtiment en pierre était de forme rectangulaire, typique du style Renaissance de l'époque. La salle principale également rectangulaire est restée la seule section du bâtiment d'origine après une série de restauration extérieure. Elle comprenait une yeshiva, deux salles supplémentaires de prière et de bureaux.

## Histoire
Le privilège de mars 1559 accordé par le roi Zygmunt August stipule que « les Juifs ont vécu dans la rue juive à Przemysl depuis longtemps » et ont désormais le droit de régler de façon permanente des subventions et des droits de négociation à Przemysl garantissant leur paix et leur sécurité. En 1560, les Juifs possèdent une synagogue en bois fondée par deux riches émigrants séfarades et un cimetière. En 1561, la synagogue est attaquée par les bourgeois de la ville.
La même année, le roi promulgue un décret permettant à la communauté juive d'utiliser la synagogue comme garantie pour emprunter de l'argent. Ceci illustre la situation économique désespérée de la communauté juive Przemysl. En 1562, les Juifs de Przemysl se voient accorder un privilège par le roi, libérant temporairement la communauté juive de certains impôts, afin de « couvrir les dépenses de la fondation des grandes institutions communales ». En 1571, Zygmunt August fait appel aux autorités municipales et aux habitants de Przemysl à respecter les droits accordés aux Juifs ; une pénalité de 6000 ZLP (zloty polonais) doit être imposée pour violation de ces droits.
En 1592, les Juifs obtiennent la permission délivrée par Lawrence Goślicki, évêque de Przemysl, de construire une synagogue forteresse en pierre à la place de l'ancienne synagogue en bois. Le nouveau bâtiment est conçu par Bononi, un italien constructeur de fortifications. Il est achevé en 1594 et situé dans la ville, rue Jagiellońska et place  Berka Joselewicza, à proximité de ses remparts et fait ainsi partie des structures de défense de la ville. Il est constitué de trois bâtiments : la synagogue principale, une petite synagogue et un petit midrash. À l'intérieur du bâtiment, s'élèvent des colonnes de style corinthien qui soutiennent des arches de pierre maintenant l'édifice. L'ensemble est majestueux.
En 1628, « la rue juive » est attaquée, des maisons privées sont démolies, l'hôpital juif et magasins juifs sont pillés. Cinquante ans plus tard, elle est incendiée.
L'ensemble du ghetto, y compris la « rue juive » (Platea Iudaeorum) de Przemysl, est presque complètement détruit par un incendie en 1637. La synagogue est cependant resté indemne.
En 1746, les étudiants jésuites attaquent le quartier juif, pillent des maisons juives et la synagogue dont ils détruisent l'intérieur. L'Arche sainte est également saccagée et les rouleaux de la Torah sont déchirés en morceaux puis dispersés dans les rues. Les jésuites ont aussi détruit la plus grande partie des précieuses archives qui contenaient des documents inestimables de la cour du Vaivode et des dossiers de la communauté juive. Seuls quelques uns des exemplaires originaux des privilèges ont été sauvés. L'étendue des dégâts est indiquée par le fait qu'après de pénibles négociations, les jésuites ont finalement payé une indemnité de 15 000 florins polonais. Selon les statistiques de l'année 1765, il y avait à ce moment-là 2 418 Juifs à Przemysl.
Au cours des années 1910-1914, le bâtiment est restauré sous la direction de l'architecte Tadeusz Mokłowski. À la fin de mars 1919, un service de prière de fête a eu lieu à la synagogue en l'honneur de la Conférence de la paix de Paris et de sa décision concernant la terre d'Israël. Beaucoup de gens ont pris part à cette prière.
En 1934, l'édifice est répertorié dans le registre des bâtiments historiques et en 1936, un comité spécial, dirigé par H. Klagsbald, est créé pour renouveler et rénover la « Grande Synagogue ».

### Destruction

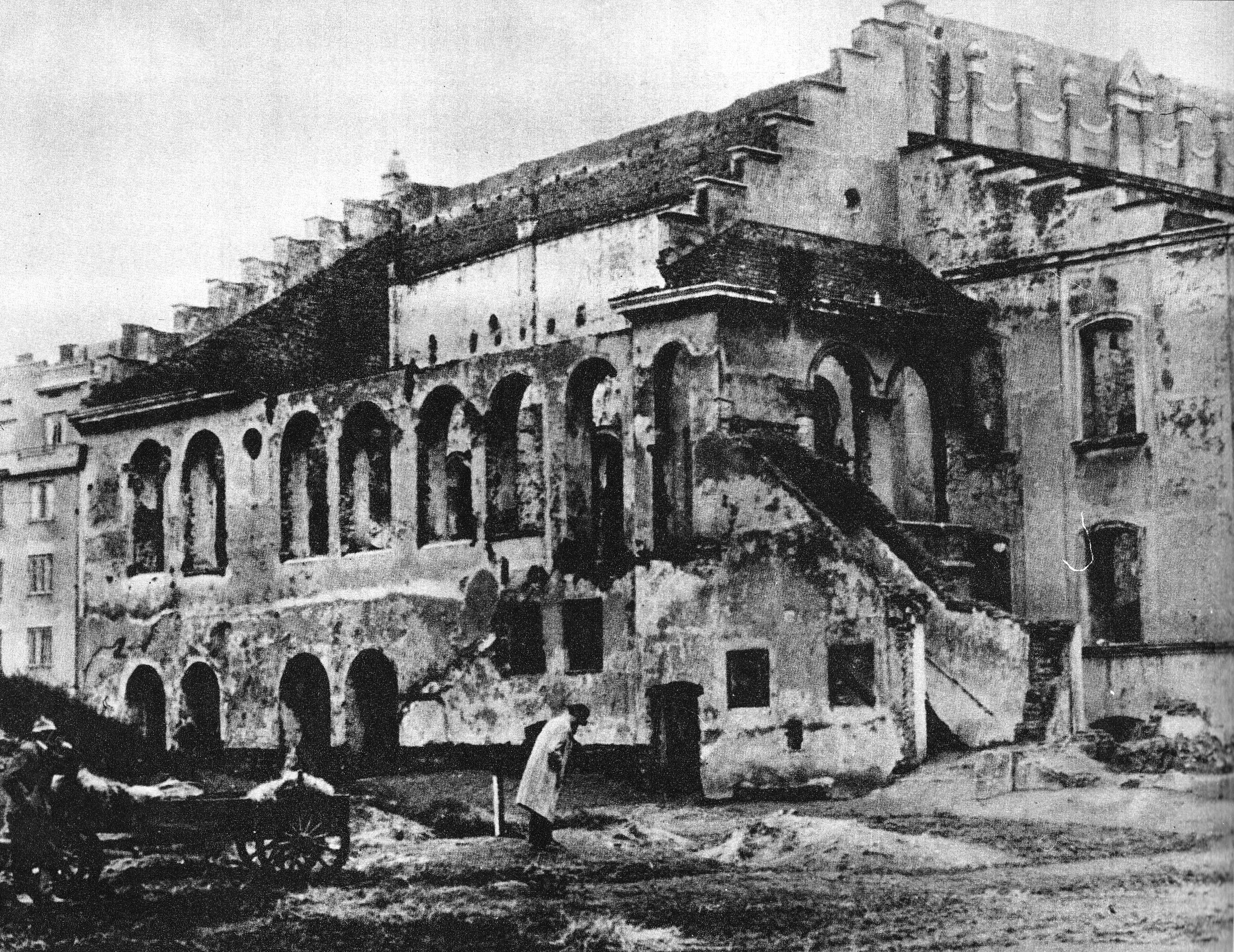
La Vieille Synagogue en 1940

En septembre 1939, après l'invasion de la Pologne par l'Allemagne et l'Union soviétique, Przemysl est divisée par la frontière germano-soviétique qui passe au milieu de la ville, le long de la rivière San. Lorsque l'Armée Rouge entre dans la ville le 26 septembre, le centre-ville se trouve en Union soviétique alors que le district Zasanie est défini sur la rive ouest de la rivière San, encore à l' intérieur des frontières de l'empire nazi. Conformément au pacte Ribbentrop-Molotov, les Allemands quittent la rive est le 28 septembre 1939 mais avant leur retrait, ils assassinent 600 Juifs (par les Einsatzgruppen) dans le cimetière de la communauté juive lors du massacre de Przemyśl (de) et le 21 septembre, ils brûlent la Vieille synagogue du XVIe siècle et le Tempel sur la rue Jagiellonska.
En 1956, les autorités de la ville ordonnent la démolition de la synagogue qui avait été mise en ruine depuis 1941, lorsque les nazis avaient détruit ce qui restait après leur première tentative d'effacer le bâtiment. La démolition est réalisée en dépit des objections de conservateurs de l'environnement qui avaient l'intention de reconstruire la synagogue.
Aujourd'hui, le parking du musée national de Przemysl la remplace.
(Source principale : en.wp)

## Liens

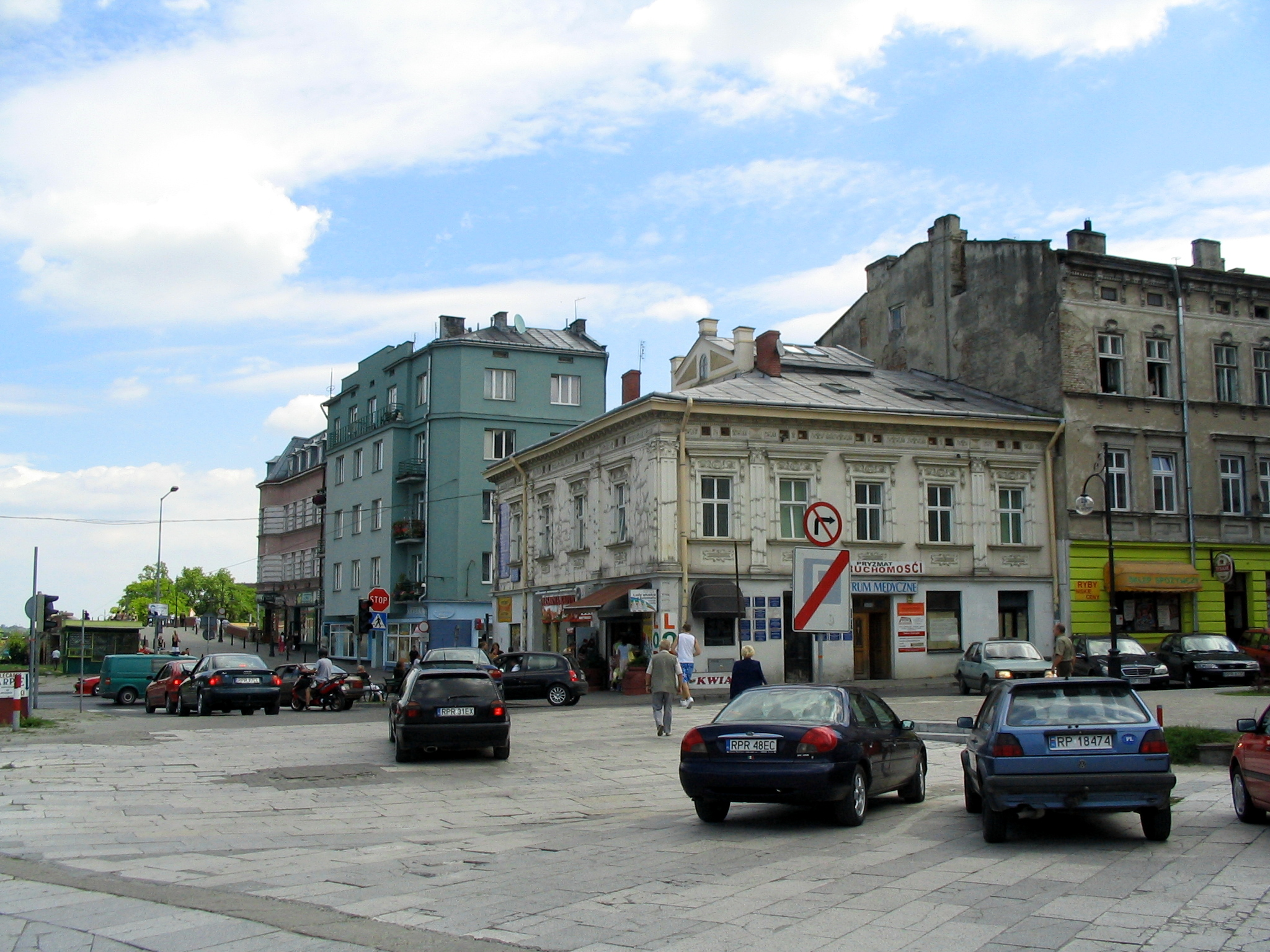
Place où se trouvait la Vieille synagogue de Przemysl, 2008

### Internes
- Histoire des Juifs en Pologne
- Synagogue

### Externes
- (en)Przemysl: Esquisse de l'histoire juive sur JewishGen KehilaLinkds
- (pl)La Vieille synagogue au Shtetl virtuel du musée POLIN
- (en)Remembering Przemysl - Photographs 2006